# Panský rybník (Stolany)
Panský rybník (Stolany) o rozloze vodní plochy 1,9 ha se nalézá v dolní části obce Stolany v okrese Chrudim. Rybník leží na katastrálním území obce Stolany. U rybníka se nalézá menší rybníček zvaný Menší rybník. Rybník je využíván pro chov ryb.

## Historie
Rybník založil někdy v letech 1587 až 1588 tehdejší majitel Václav Heřman Ples ze Sloupna. V roce 2011 byla provedena jeho revitalizace a odbahnění.

## Galerie

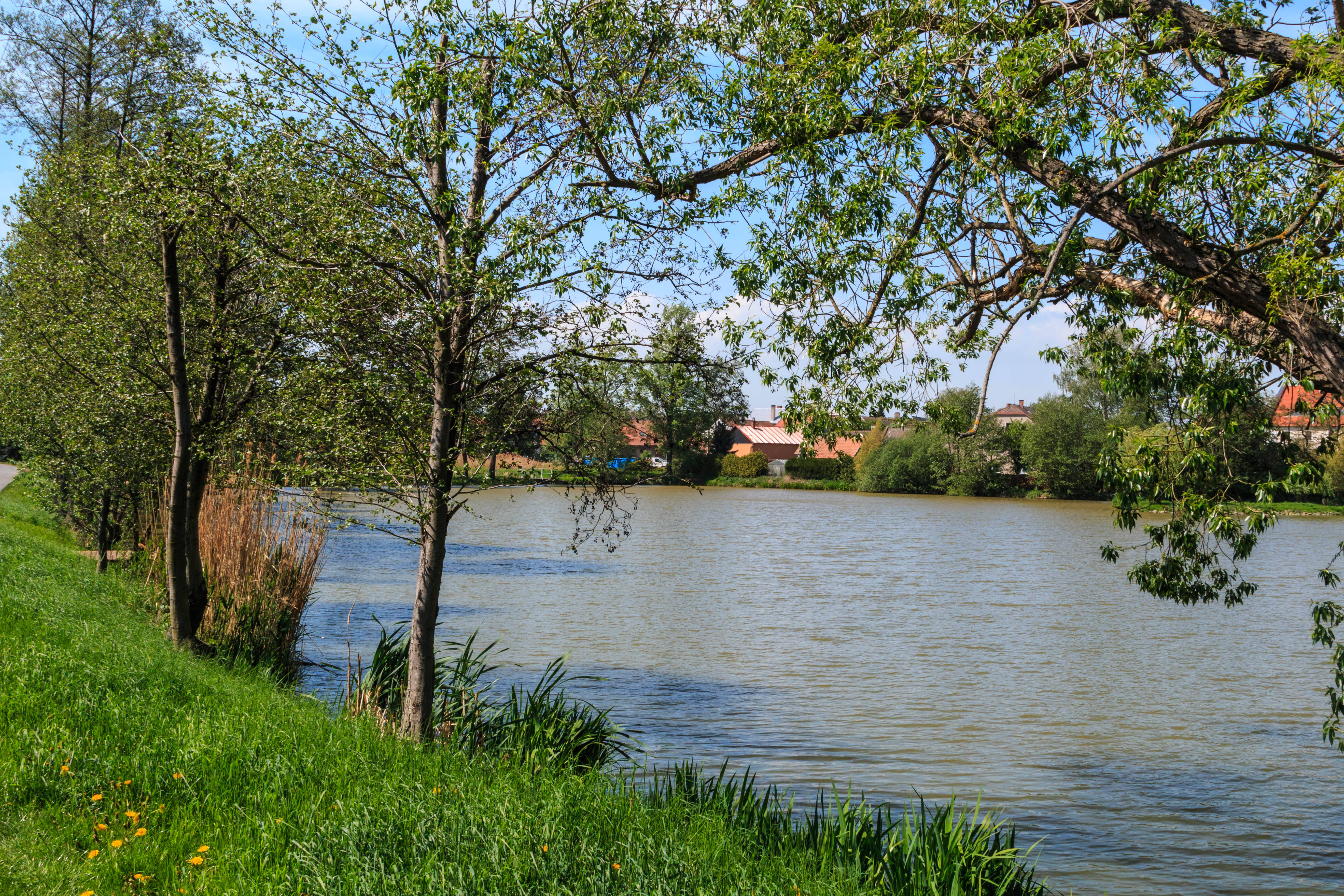
pohled na panský rybník ve Stolanech
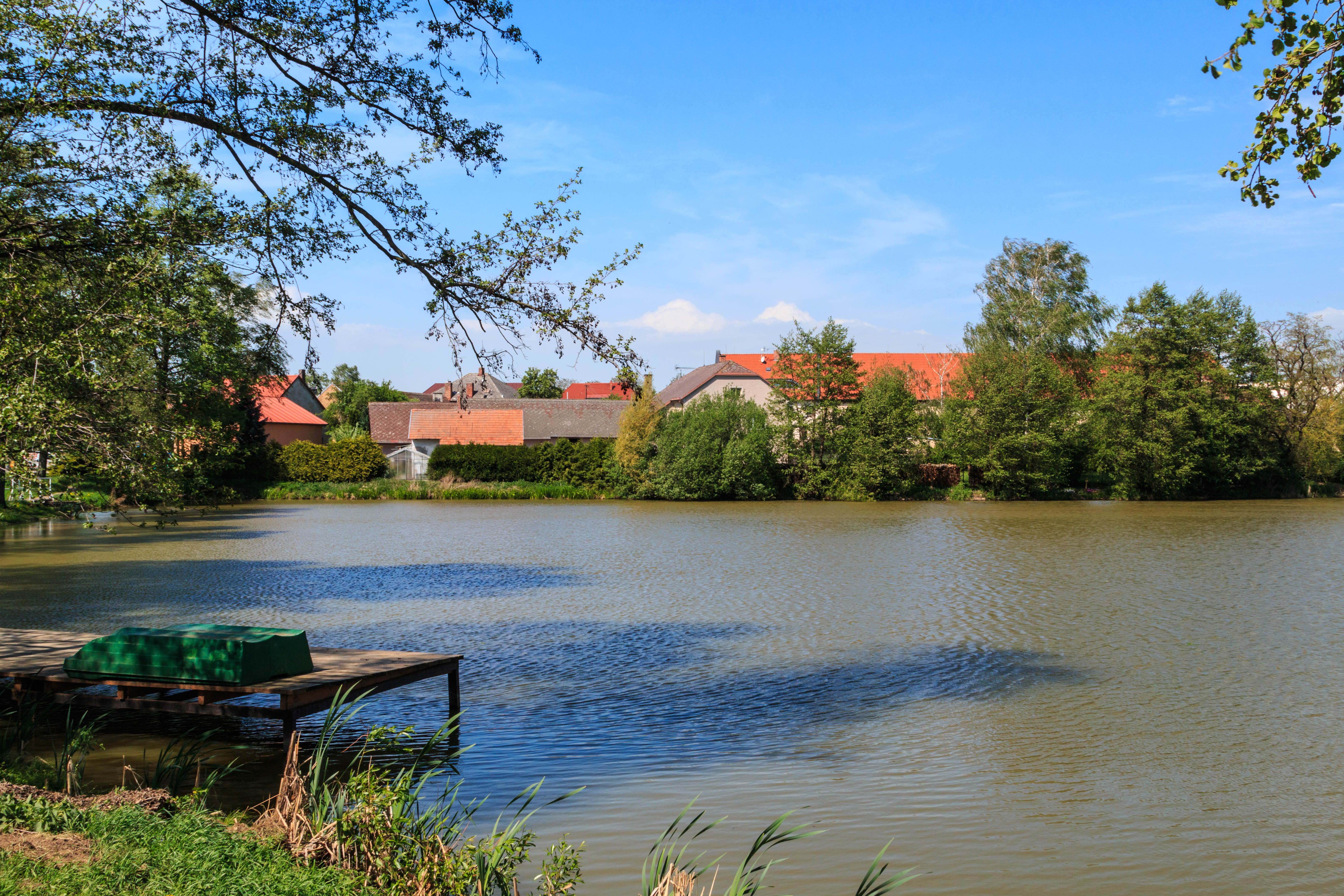
pohled na panský rybník ve Stolanech
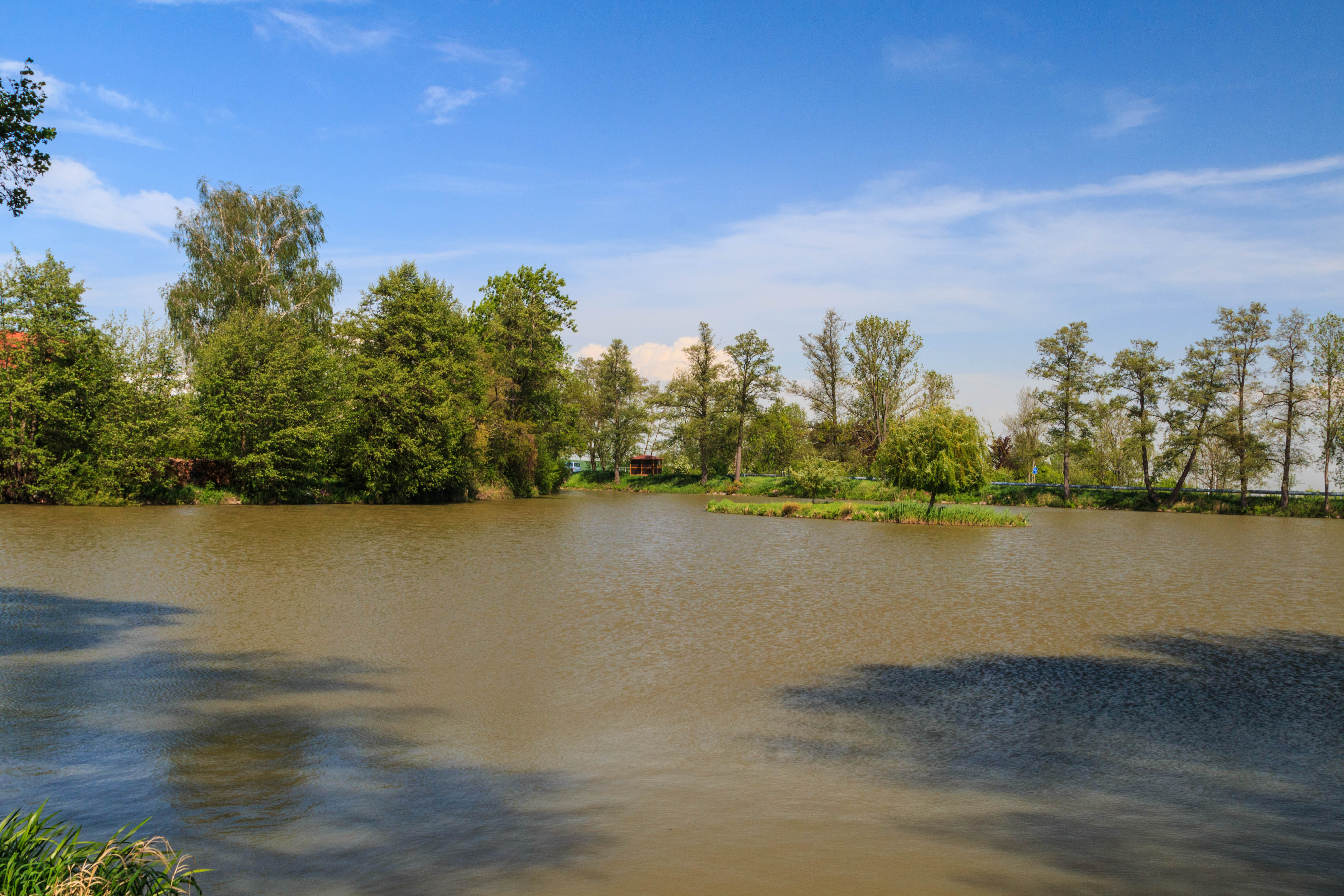
pohled na panský rybník ve Stolanech
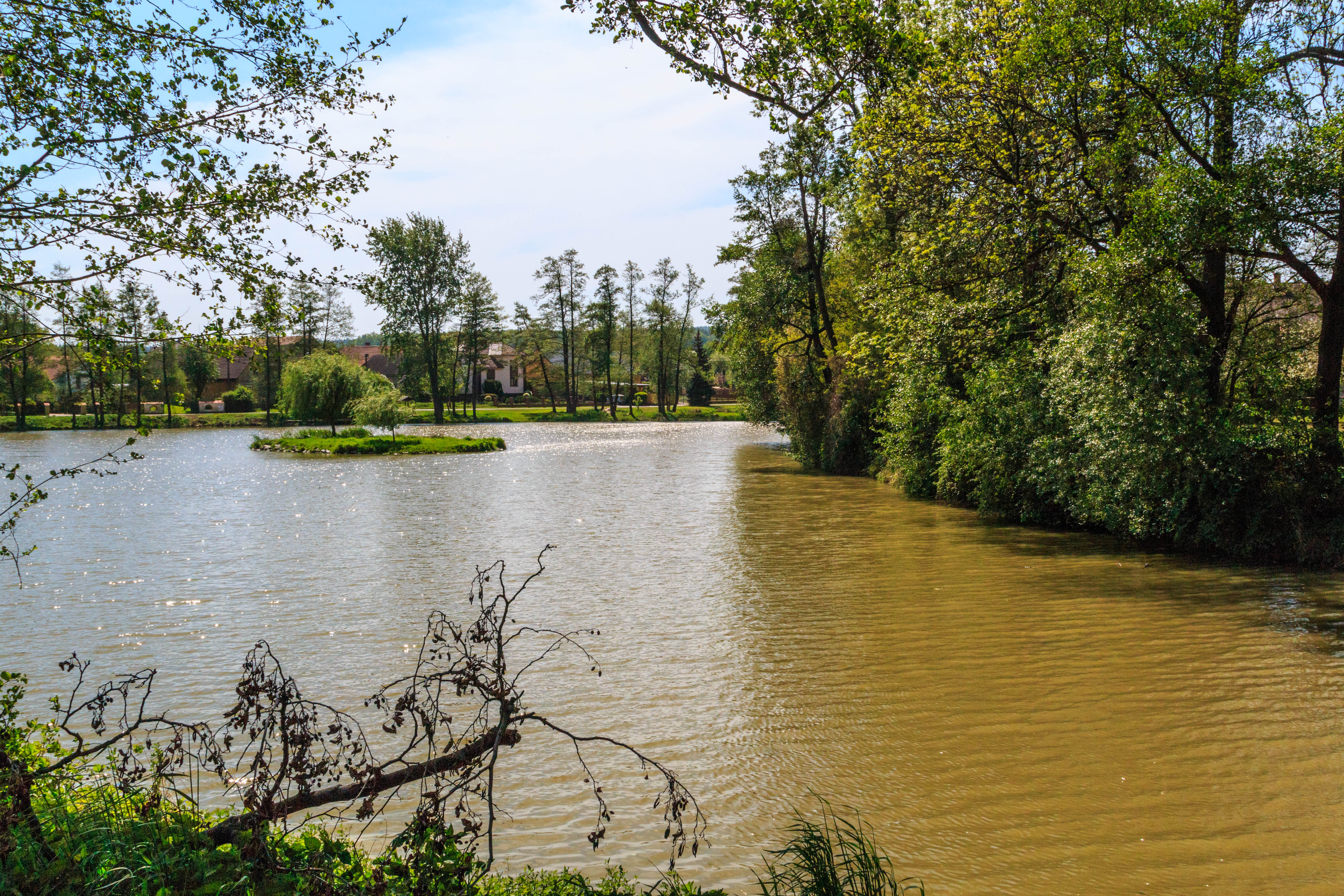
pohled na panský rybník ve Stolanech